# Luca Lucini
Pour les articles homonymes, voir Lucini.
Luca Lucini, né le 26 novembre 1967 à Milan dans la région de la Lombardie en Italie, est un réalisateur, un scénariste et un producteur italien. Il est principalement connu pour ses nombreuses comédies à succès en Italie, comme Tre metri sopra il cielo ou Oggi sposi.

## Biographie
Luca Lucini naît à Milan en 1967. Il travaille d’abord comme directeur musical et réalisateur de clips vidéos, pour des artistes tels qu’Edoardo Bennato, Luciano Ligabue, Giorgia, Laura Pausini ou Pooh. Il tourne également des publicités pour la télévision.
Il réalise un premier court-métrage en 1999, puis participe à deux films collaboratifs, avant de sortir son premier long-métrage en 2004, le drame sentimental Tre metri sopra il cielo qui est une adaptation du roman éponyme de Federico Moccia, Trois mètres au-dessus du ciel, un best-seller en Italie.
Il réalise l’année suivante la comédie L'uomo perfetto, un remake du film espagnol Cha-cha-chà (es) du réalisateur Antonio del Real (es) initialement sortit en 1998.
En 2008, il sort d’abord une nouvelle comédie, Amore, bugie e calcetto, qui gravite autour de l’univers du football amateur. Il adapte ensuite le roman Perfect Skin de l’écrivain irlandais Nick Earls (en), travail qui dévient au cinéma le film Solo un padre, avec Luca Argentero et Diane Fleri dans les rôles principaux.
Il revient en 2009 avec un autre comédie, Oggi sposi, qui expose les mésaventures entremêlées de quatre couples dans les derniers préparatifs de leurs mariages respectifs. En 2010, il sort La donna della mia vita, une comédie sentimentale avec Luca Argentero, Alessandro Gassmann, Valentina Lodovini et Stefania Sandrelli.
En 2016, il signe deux nouvelles comédies : Nemiche per la pelle avec Claudia Gerini et Margherita Buy et Come diventare grandi nonostante i genitori, l'adaptation de la sitcom italienne Alex and Co.
En 2017, il réalise la série télévisée The Comedians, remake de la série américaine du même nom initialement sortit en 2015.

## Filmographie

### Comme réalisateur

#### Au cinéma
- 1999 : Tuttosottocontrollo (court-métrage)
- 2002 : Sei come sei : épisode Il sorriso di Diana
- 2004 : Notte Bianca, tutto in una notte : épisode La notte bianca
- 2004 : Tre metri sopra il cielo (it)
- 2005 : L'uomo perfetto
- 2008 : Amore, bugie e calcetto
- 2008 : Solo un padre (it)
- 2009 : Oggi sposi
- 2010 : La donna della mia vita
- 2015 : Teatro alla scala il tempio delle meraviglie
- 2016 : Nemiche per la pelle
- 2016 : Come diventare grandi nonostante i genitori (it)

#### A la télévision
- 2017 : The Comedians

### Comme scénariste
- 2008 : Amore, bugie e calcetto

### Comme producteur
- 2011 : Giovanna Cau - Diversamente giovane de Marco Spagnoli (it)
- 2011 : Ghost Track de Fabrizio Rossetti
- 2012 : Tonino Guerra: Il cinema è una presenza de Marco Spagnoli (it)
- 2013 : Soy la otra Cuba de Pierantonio Micciarelli
- 2013 : Revolution, Baby d'Alessandro Stellari (court-métrage)
- 2014 : Enrico Lucherini: Ne ho fatte di tutti i colori de Marco Spagnoli (it)

## Prix et distinctions
- Nomination au David Jeune en 2009 pour Solo un padre.
- Festival du cinéma Italien de Bastia 2008 : nomination au Grand prix du jury pour Solo un padre.
- Festival du film italien de Villerupt 2008 : Amilcar du public pour Amore, bugie e calcetto.
- Nomination au Ruban d'argent du meilleur sujet en 2008 pour Amore, bugie e calcetto.
- Festival international du film de comédie de l'Alpe d'Huez 2009 : coup de cœur de la profession pour Amore, bugie e calcetto.
- Festival du cinéma Italien de Bastia 2009 : Grand prix du jury et Prix du public pour Amore, bugie e calcetto.